# Élections infranationales russes de 2023
Les élections infranationales russes de 2023 ont lieu simultanément le 10 septembre 2023 dans plusieurs sujets de la fédération de Russie. Sont ainsi renouvelés, ou élus pour la première fois (dans les 4 régions annexées d'Ukraine),  les gouverneurs de 26 sujets (21 au scrutin direct et 5 au scrutin indirect) ainsi que les assemblées de 20 sujets (dont dans 4 régions d'Ukraine), certains cumulant les deux types de scrutin. Dans plusieurs sujets, un vote anticipé est autorisé les 8 et 9 septembre. Ces élections se déroulent dans le contexte de l'invasion russe de l'Ukraine, avec des élections gouvernorales et législatives dans les régions annexées par la Russie en 2022.
Sans surprise, Russie unie remporte les élections, s'accaparant tous les parlements régionaux qui étaient en jeu ainsi que presque tous les gouverneurs. Le parti soutient aussi deux indépendants ainsi qu'un communiste au lieu de présenter des candidats. Seul le gouverneur de Khakassie, du parti communiste, Valentin Konovalov, est reconduit sans bénéficier du soutien du parti de Vladimir Poutine. Dans les endroits où des élections municipales avaient lieu, Russie unie augmente ses majorités, comme à Iekaterinbourg et Krasnoïarsk, et reprend Novgorod aux communistes.
De nombreuses irrégularités entachent les scrutins, comme le rapporte l'ONG russe Golos, qui est qualifiée par le gouvernement d'agent étranger. Par ailleurs, le système du filtre municipal empêche l'opposition de prendre de l'importance. La guerre russo-ukrainienne n'est presque pas évoquée, et seul un parti s'oppose à la guerre, Iabloko, avec le slogan « Pour la paix ! ». Les élections tenues dans les régions annexées d'Ukraine sont dénoncées par la communauté internationale.

## Synthèse

Élections de 2023 dans les sujets de Russie :
Gouvernorales
Gouvernorales et législatives
Législatives
Deux élections législatives
Note : Les sujets sous la juridiction d'un autre sujet d'un échelon administratif plus élevé où se déroule l'élection sont indiqués d'une couleur plus claire. Les sujets dans cette situation mais dans lesquels se déroule également des élections sont indiqués d'une couleur plus foncée.

- Gouvernorales
- Gouvernorales et législatives
- Législatives
- Deux élections législatives

## Gouvernorales
| Sujet | Type            | Article        | Gouverneur sortant | Gouverneur sortant                                                 | Gouverneur par intérim | Gouverneur par intérim                      | Parti          | Parti          | Gouverneur élu | Gouverneur élu         | Parti                        |
| Scrutin direct | Scrutin direct  | Scrutin direct | Scrutin direct     | Scrutin direct                                                     | Scrutin direct         | Scrutin direct                              | Scrutin direct | Scrutin direct | Scrutin direct | Scrutin direct         |                              |
| --- | --------------- | -------------- | ------------------ | ------------------------------------------------------------------ | ---------------------- | ------------------------------------------- | -------------- | -------------- | -------------- | ---------------------- | ---------------------------- |
| Khakassie | République      | 10 septembre   |                    | Valentin Konovalov                                                 |                        |                                             | KPRF           | KPRF           |                | Valentin Konovalov     | KPRF                         |
| Sakha | République      | 10 septembre   |                    | Aïsen Nikolaïev                                                    |                        |                                             | Russie unie    | Russie unie    |                | Aïsen Nikolaïev        | Russie unie                  |
| Kraï de l'Altaï | Kraï            | 10 septembre   |                    | Viktor Tomenko                                                     |                        |                                             | Russie unie    | Russie unie    |                | Viktor Tomenko         | Russie unie                  |
| Kraï de Krasnoïarsk | Kraï            | 10 septembre   |                    | Aleksandr Ouss (démissionnaire, aurait dû finir en sept. 2023)     |                        | Mikhaïl Khotioukov depuis le 20 avril 2023  | Russie unie    | Russie unie    |                | Mikhaïl Khotioukov     | Russie unie                  |
| Kraï du Primorié | Kraï            | 10 septembre   |                    | Oleg Kojemiako                                                     |                        |                                             | Russie unie    | Russie unie    |                | Oleg Kojemiako         | Russie unie                  |
| Oblast de l'Amour | Oblast          | 10 septembre   |                    | Vassili Orlov                                                      |                        |                                             | Russie unie    | Russie unie    |                | Vassili Orlov          | Russie unie                  |
| Oblast d'Ivanovo | Oblast          | 10 septembre   |                    | Stanislav Voskresenski                                             |                        |                                             | Indépendant    | Indépendant    |                | Stanislav Voskresenski | Indépendant                  |
| Oblast de Kemerovo-Kouzbass | Oblast          | 10 septembre   |                    | Sergey Tsivilyov                                                   |                        |                                             | Russie unie    | Russie unie    |                | Sergey Tsivilyov       | Russie unie                  |
| Oblast de Magadan | Oblast          | 10 septembre   |                    | Sergueï Nossov                                                     |                        |                                             | Russie unie    | Russie unie    |                | Sergueï Nossov         | Russie unie                  |
| Oblast de Moscou | Oblast          | 10 septembre   |                    | Andreï Vorobyov                                                    |                        |                                             | Russie unie    | Russie unie    |                | Andreï Vorobyov        | Russie unie                  |
| Oblast de Nijni Novgorod | Oblast          | 10 septembre   |                    | Gleb Nikitine                                                      |                        |                                             | Russie unie    | Russie unie    |                | Gleb Nikitine          | Russie unie                  |
| Oblast de Novossibirsk | Oblast          | 10 septembre   |                    | Andreï Travnikov                                                   |                        |                                             | Russie unie    | Russie unie    |                | Andreï Travnikov       | Russie unie                  |
| Oblast d'Omsk | Oblast          | 10 septembre   |                    | Aleksander Bourkov (démissionnaire, aurait dû finir en sept. 2023) |                        | Vitaly Khotsenko depuis le 29 mars 2023     | SRZP           | Russie unie    |                | Vitaly Khotsenko       | Russie unie                  |
| Oblast d'Orel | Oblast          | 10 septembre   |                    | Andreï Klytchkov                                                   |                        |                                             | KPRF           | KPRF           |                | Andreï Klytchkov       | KPRF soutenu par Russie unie |
| Oblast de Pskov | Oblast          | 10 septembre   |                    | Mikhaïl Vedernikov                                                 |                        |                                             | Russie unie    | Russie unie    |                | Mikhaïl Vedernikov     | Russie unie                  |
| Oblast de Samara | Oblast          | 10 septembre   |                    | Dmitri Azarov                                                      |                        |                                             | Russie unie    | Russie unie    |                | Dmitri Azarov          | Russie unie                  |
| Oblast de Smolensk | Oblast          | 10 septembre   |                    | Alekseï Ostrovski (démissionnaire, aurait dû finir en sept. 2025)  |                        | Vassili Anokhine depuis le 17 mars 2023     | Indépendant    | Indépendant    |                | Vassili Anokhine       | Indépendant                  |
| Oblast de Tioumen | Oblast          | 10 septembre   |                    | Aleksandr Moor                                                     |                        |                                             | Russie unie    | Russie unie    |                | Aleksandr Moor         | Russie unie                  |
| Oblast de Voronej | Oblast          | 10 septembre   |                    | Aleksandr Goussev                                                  |                        |                                             | Russie unie    | Russie unie    |                | Aleksandr Goussev      | Russie unie                  |
| Moscou | Ville fédérale  | 10 septembre   |                    | Sergueï Sobianine                                                  |                        |                                             | Russie unie    | Russie unie    |                | Sergueï Sobianine      | Russie unie                  |
| Tchoukotka | Okroug autonome | 10 septembre   |                    | Roman Kopine (démissionnaire, aurait dû finir en sept. 2023)       |                        | Vladislav Kouznetsov depuis le 15 mars 2023 | Russie unie    | Russie unie    |                | Vladislav Kouznetsov   | Russie unie                  |
| Scrutin indirect1 |                 |                |                    |                                                                    |                        |                                             |                |                |                |                        |                              |
| République populaire de Donetsk2 | République      | 10 septembre   |                    |                                                                    |                        | Denis Pouchiline depuis le 4 octobre 2022   | Russie unie    | Russie unie    |                | Denis Pouchiline       | Russie unie                  |
| République populaire de Lougansk2 | République      | 10 septembre   |                    |                                                                    |                        | Leonid Pasetchnik depuis le 4 octobre 2022  | Russie unie    | Russie unie    |                | Leonid Pasetchnik      | Russie unie                  |
| Iamalie | Okroug autonome | 10 septembre   |                    | Dmitri Artioukhov                                                  |                        |                                             | Russie unie    | Russie unie    |                | Dmitri Artioukhov      | Russie unie                  |
| Oblast de Kherson2 | Oblast          | 10 septembre   |                    |                                                                    |                        | Ievgueni Balitski depuis le 4 octobre 2022  | Russie unie    | Russie unie    |                | Ievgueni Balitski      | Russie unie                  |
| Oblast de Zaporojie2 | Oblast          | 10 septembre   |                    |                                                                    |                        | Vladimir Saldo depuis le 4 octobre 2022     | Indépendant    | Indépendant    |                | Vladimir Saldo         | Russie unie                  |
| 1Vote parlementaire 2 Rattachement à la Russie à la suite des référendums de 2022, non reconnus par la majeure partie de la communauté internationale. |                 |                |                    |                                                                    |                        |                                             |                |                |                |                        |                              |

## Législatives
| Sujet | Type            | Pages        | Sièges | Système électoral                         | Résultats |
| --- | --------------- | ------------ | ------ | ----------------------------------------- | --------- |
| Bachkirie | République      | 10 septembre | 110    | Mixte : 55 proportionnels 55 majoritaires |           |
| Bouriatie | République      | 10 septembre | 66     | Mixte : 33 proportionnels 33 majoritaires |           |
| République populaire de Donetsk2                                                                                                   | République      | 10 septembre | 90     | Proportionnel                             |           |
| Kalmoukie | République      | 10 septembre | 27     | Proportionnel                             |           |
| Khakassie | République      | 10 septembre | 50     | Mixte : 25 proportionnels 25 majoritaires |           |
| République populaire de Lougansk2                                                                                                  | République      | 10 septembre | 50     | Proportionnel                             |           |
| Sakha | République      | 10 septembre | 70     | Mixte : 35 proportionnels 35 majoritaires |           |
| Kraï de Transbaïkalie | Kraï            | 10 septembre | 50     | Mixte : 25 proportionnels 25 majoritaires |           |
| Oblast d'Arkhangelsk | Oblast          | 10 septembre | 47     | Mixte : 31 proportionnels 16 majoritaires |           |
| Oblast d'Ivanovo | Oblast          | 10 septembre | 30     | Mixte : 10 proportionnels 20 majoritaires |           |
| Oblast d'Irkoutsk | Oblast          | 10 septembre | 42     | Mixte : 22 proportionnels 20 majoritaires |           |
| Oblast de Kemerovo-Kouzbass | Oblast          | 10 septembre | 46     | Mixte : 23 proportionnels 23 majoritaires |           |
| Oblast de Kherson2 | Oblast          | 10 septembre | 45     | Indéterminé                               |           |
| Oblast de Rostov | Oblast          | 10 septembre | 60     | Mixte : 20 proportionnels 40 majoritaires |           |
| Oblast de Smolensk | Oblast          | 10 septembre | 48     | Mixte : 16 proportionnels 32 majoritaires |           |
| Oblast d'Oulianovsk | Oblast          | 10 septembre | 36     | Mixte : 18 proportionnels 18 majoritaires |           |
| Oblast de Vladimir | Oblast          | 10 septembre | 40     | Mixte : 15 proportionnels 25 majoritaires |           |
| Oblast de Iaroslavl | Oblast          | 10 septembre | 46     | Mixte : 12 proportionnels 34 majoritaires |           |
| Oblast de Zaporojie2 | Oblast          | 10 septembre | 45     | Indéterminé                               |           |
| Nénétsie | Okroug autonome | 10 septembre | 19     | Mixte : 11 proportionnels 8 majoritaires  |           |
| 2 Rattachement à la Russie à la suite des référendums de 2022, non reconnus par la majeure partie de la communauté internationale. |                 |              |        |                                           |           |

## Élections partielles à la Douma
| Circonscription               | Circonscription | Sortant                                      | Parti | Parti       | Député élu       | Parti | Parti       |
| Nom                           | Lieu            | Sortant                                      | Parti | Parti       | Député élu       | Parti | Parti       |
| ----------------------------- | --------------- | -------------------------------------------- | ----- | ----------- | ---------------- | ----- | ----------- |
| Simféropol n°19               |                 | Alexeï Tcherniak jusqu'au 3 septembre 2022   |       | Russie unie | Iouri Nesterenko |       | Russie unie |
| Lipetsk n°114                 |                 | Nikolaï Bortsov † jusqu'au 23 avril 2023     |       | Russie unie | Dmitri Averov    |       | Russie unie |
| Karatchaïévo-Tcherkessie n°16 |                 | Djacharbek Ouzdenov † jusqu'au 23 avril 2023 |       | Russie unie | Soltan Ouzdenov  |       | Russie unie |
| Divnogorsk n°56               |                 | Viktor Zoubarev † jusqu'au 31 mai 2023       |       | Russie unie | Sergueï Ieremine |       | Russie unie |

## Municipales

### Maïorale
| Ville                           | Titulaire | Titulaire                                                               | Statut | Élection précédente | Résultats |
| ------------------------------- | --------- | ----------------------------------------------------------------------- | ------ | ------------------- | --- |
| Khabarovsk (Kraï de Khabarovsk) |           | Sergueï Kravtchouk (Russie unie soutenu par le Parti libéral-démocrate) | Réélu  | 2018 : 39,97%       | - Sergueï Kravtchouk (Russie unie) 45,4% - Mikhaïl Sidorov (Russie juste) 33,2% - Alexandre Tchouprov (KPRF) 9,9% - Veniamine Stelmakh (Nouvelles personnes) 5,0% - Nikolaï Singour (RPPSS) 1,8% - Abdoukhamid Saïdov (Indépendant) 1,2% - Viktor Rotar (Rodina) 1,0% |

### Conseils municipaux

#### Russie européenne
| Organe municipal                                                          | Pages        | Sièges | Système électoral                         | Majorité aux dernières élections | Majorité aux dernières élections | Majorité après les élections | Majorité après les élections | Changement |
| ------------------------------------------------------------------------- | ------------ | ------ | ----------------------------------------- | -------------------------------- | -------------------------------- | ---------------------------- | ---------------------------- | ---------- |
| Conseil des députés du peuple de Maïkop ( Adyguée )                       | 10 septembre | 30     | Mixte : 20 proportionnels 10 majoritaires | Russie unie                      | 20 / 30                          | Russie unie                  | 23 / 30                      | 3          |
| Douma de la ville d'Arkhangelsk (oblast d'Arkhangelsk)                    | 10 septembre | 30     | Mixte : 15 proportionnels 15 majoritaires | Russie unie                      | 11 / 30                          | Russie unie                  | 23 / 30                      | 12         |
| Conseil municipal de Belgorod (oblast de Belgorod)                        | 10 septembre | 39     | Mixte : 12 proportionnels 27 majoritaires | Russie unie                      | 29 / 39                          | Russie unie                  | 33 / 39                      | 4          |
| Douma de Veliki Novgorod (oblast de Novgorod)                             | 10 septembre | 30     | Mixte : 10 proportionnels 20 majoritaires | KPRF                             | 12 / 30                          | Russie unie                  |                              | 12         |
| Douma de la ville de Riazan (oblast de Riazan)                            | 10 septembre | 40     | Mixte : 20 proportionnels 20 majoritaires | Russie unie                      | 25 / 40                          | Russie unie                  | 34 / 40                      | 9          |
| Douma de la ville de Volgograd (oblast de Volgograd)                      | 10 septembre | 35     | Mixte : 10 proportionnels 25 majoritaires | Russie unie                      | 30 / 36                          | Russie unie                  | 30 / 36                      | [ 23 ]     |
| Douma de Voljski (oblast de Volgograd)                                    | 10 septembre |        | Mixte : 13 proportionnels 12 majoritaires | Russie unie                      | 17 / 25                          | Russie unie                  | 17 / 25                      | [ 23 ]     |
| Douma de la ville de Kamychine (oblast de Volgograd)                      | 10 septembre | 25     | Mixte : 14 proportionnels 11 majoritaires | Russie unie                      | 18 / 25                          | Russie unie                  | 18 / 25                      | [ 23 ]     |
| Conseil municipal de la commune urbaine de Poudoj (République de Carélie) | 10 septembre | 15     |                                           | Russie unie                      | 10 / 15                          | Russie juste                 | 9 / 15                       | 9          |

#### Sibérie et Extrême-Orient
| Organe municipal                                                     | Pages        | Sièges | Système électoral                         | Majorité aux dernières élections | Majorité aux dernières élections | Majorité après les élections | Majorité après les élections | Changement |
| -------------------------------------------------------------------- | ------------ | ------ | ----------------------------------------- | -------------------------------- | -------------------------------- | ---------------------------- | ---------------------------- | ---------- |
| Conseil des députés d'Abakan (Khakassie)                             | 10 septembre | 29     | Mixte : 15 proportionnels 14 majoritaires | Russie unie                      | 17 / 29                          | Russie unie                  | 22 / 29                      | 5          |
| Douma de la ville de Iakoutsk (Iakoutie)                             | 10 septembre | 30     | Mixte : 15 proportionnels 15 majoritaires | Russie unie                      | 17 / 30                          | Russie unie                  | 21 / 30                      | 4          |
| Conseil des députés de la ville de Krasnoïarsk (Kraï de Krasnoïarsk) | 10 septembre | 36     | Mixte : 18 proportionnels 18 majoritaires | Russie unie                      | 17 / 36                          | Russie unie                  | 30 / 36                      | 13         |
| Douma municipale d'Ekaterinbourg (oblast de Sverdlovsk)              | 10 septembre | 35     | Mixte : 10 proportionnels 20 majoritaires | Russie unie                      | 19 / 36                          | Russie unie                  |                              | 9          |
| Douma de la ville de Tioumen (oblast de Tioumen)                     | 10 septembre | 36     | Mixte : 10 proportionnels 26 majoritaires | Russie unie                      | 26 / 36                          | Russie unie                  | 28 / 36                      | 2          |

#### Territoires annexés en Ukraine
| Organe municipal                                                 | Pages        | Sièges | Système électoral | Majorité aux dernières élections | Majorité aux dernières élections | Majorité après les élections | Majorité après les élections | Changement |
| ---------------------------------------------------------------- | ------------ | ------ | ----------------- | -------------------------------- | -------------------------------- | ---------------------------- | ---------------------------- | ---------- |
| Conseil municipal de Lougansk (République populaire de Lougansk) | 10 septembre | 25     |                   | N'existait pas                   | N'existait pas                   | Russie unie                  | 20 / 25                      | 20         |
| Conseil municipal de Donetsk (République populaire de Donetsk)   | 10 septembre | 50     |                   | N'existait pas                   | N'existait pas                   | Russie unie                  | 41 / 50                      | 41         |
| Conseil municipal des députés de Melitopol                       | 10 septembre | 25     |                   | N'existait pas                   | N'existait pas                   | Russie unie                  | 22 / 25                      | 22         |

## Analyse des résultats
Sur les 21 élections gouvernorales directes, neuf candidats ont obtenu des scores de plus de 80 %, le record étant dans l'oblast de Smolensk avec un score de 86,6 %. Tous les gouverneurs sortants ont été reconduits, dont deux candidats communistes : Andreï Klytchkov (oblast d'Orel), qui bénéficiait du soutien de Russie unie, et Valentin Konovalov (Khakassie). Ce dernier affrontait un candidat de Russie unie. Au mois d'août, quand il est devenu clair dans les sondages que celui-ci n'était pas en mesure de l'emporter, le Kremlin a envisagé divers scénarios, dont l'annulation des résultats. Le candidat de Russie unie s'est finalement retiré une semaine avant le scrutin, en invoquant des raisons de santé.
La participation a été faible, la plupart des régions affichant un score inférieur à 50 %. Le record est dans l'oblast de Kemerovo-Kouzbass, avec plus de 81 % des électeurs s'étant rendus aux urnes selon la Commission électorale centrale de la fédération de Russie. Le taux de participation le plus faible est de 31 % dans le kraï de l'Altaï, et des chiffres à peine plus élevés dans les oblasts voisins de Novossibirsk et d'Omsk.
Selon Meduza, l'administration présidentielle comptait sur des scores pour Russie unie supérieurs à 80 % en Russie européenne, supérieurs à 75 % en Sibérie et dans l'Oural, et de plus de 70 % en Extrême-Orient. Les scores officiels sont similaires ; avec en Russie européenne sept gouverneurs sur neuf ayant obtenu plus de 80 %. En Sibérie, trois candidats sur ont eu des scores d'environ 76 %. Pour l'Extrême-Orient, trois gouverneurs sur cinq ont obtenu 72 %.
Les communistes ont dénoncé des fraudes massives du parti présidentiel, Russie unie.